# Aire urbaine de Gaillon
L'aire urbaine de Gaillon est une ancienne aire urbaine française centrée sur l'unité urbaine de Gaillon. En 2010, l'INSEE a ajouté trois nouvelles communes à cette unité urbaine, mais a dans le même temps considéré que dorénavant, celle-ci était une agglomération « multipolarisée des grands pôles », sous l'influence notamment des unités urbaines de Vernon et de Gisors.

## Caractéristiques
D'après la définition qu'en donne l'INSEE, l'aire urbaine de Gaillon est composée de 4 communes, situées dans l'Eure. Ses 12 313 habitants font d'elle la 337e aire urbaine de France.
4 communes de l'aire urbaine sont des pôles urbains.
Le tableau suivant détaille la répartition de l'aire urbaine sur le département (les pourcentages s'entendent en proportion du département) :
| Département | Communes | Communes (%) | Superficie (km²) | Superficie (%) | Population (1999) | Population (%) |
| ----------- | -------- | ------------ | ---------------- | -------------- | ----------------- | -------------- |
| Eure        | 4        | 0,6          | 41,46            | 0,7            | 12 313            | 2,3            |

## Communes
Voici la liste des communes françaises de l'aire urbaine de Gaillon.
| Code INSEE | Commune                  | Type        | Département | Superficie (km²) | Population (1999) | Densité (hab./km²) |
| ---------- | ------------------------ | ----------- | ----------- | ---------------- | ----------------- | ------------------ |
| 27022      | Aubevoye                 | Pôle urbain | Eure        | +0007,63         | +0 0003 819,      | +00500,52          |
| 27275      | Gaillon                  | Pôle urbain | Eure        | +0010,19         | +0 0006 861,      | +00673,31          |
| 27517      | Saint-Aubin-sur-Gaillon  | Pôle urbain | Eure        | +0019,46         | +0 0001 403,      | +00072,1           |
| 27519      | Sainte-Barbe-sur-Gaillon | Pôle urbain | Eure        | +0004,18         | +00 000230,       | +00055,02          |
|            | Total                    |             |             | +0041,46         | +00012 313,       | +00296,99          |